# Pittsburgh Pirates 1937-1938
La stagione 1937-38 dei Pittsburgh Pirates fu la 1ª nella NBL per la franchigia.
I Pittsburgh Pirates arrivarono terzi nella Eastern Division con un record di 8-5, non qualificandosi per i play-off.

## Roster
| N° | Naz.                   | Ruolo | Sportivo       | Anno | Alt. | Peso |
| -- | ---------------------- | ----- | -------------- | ---- | ---- | ---- |
|    | Stati Uniti (bandiera) | G     | Hymie Ginsburg | 1914 | 175  | 77   |
|    | Stati Uniti (bandiera) | C     | Eddie Wisbar   | 1916 | 198  | 91   |
|    | Stati Uniti (bandiera) | A     | Herb Bonn      | 1914 | 183  | 88   |
|    | Stati Uniti (bandiera) | G     | Don Smith      | 1910 | 183  | 77   |
|    | Stati Uniti (bandiera) | G     | Ted Rigg       | 1913 | 183  | 79   |
|    | Stati Uniti (bandiera) | A     | Walt Miller    | 1915 | 188  | 86   |
|    | Stati Uniti (bandiera) | GA    | Bill Jesko     | 1915 | 178  | 77   |
|    | Stati Uniti (bandiera) | A     | Tim Lawry      | 1911 | 178  | 70   |
|    | Stati Uniti (bandiera) | G     | Dudey Moore    | 1910 | 175  | 82   |
|    | Stati Uniti (bandiera) | C     | Ed Kweller     | 1915 | 196  | 102  |
|    | Stati Uniti (bandiera) | G     | Marty Reiter   | 1911 | 170  | 73   |

## Staff tecnico
- Allenatore: Dudey Moore